# L'Haÿ-les-Roses
L'Haÿ-les-Roses je južno predmestje Pariza in občina v osrednji francoski regiji Île-de-France, podprefektura departmaja Val-de-Marne. Leta 1999 je imelo naselje 29.660 prebivalcev.

## Geografija
Ozemlje občine se nahaja 8 km južno od središča Pariza, sestavljeno iz polovice doline Bièvre in polovice planote Longboyeau.

## Administracija
L'Haÿ-les-Roses je sedež istoimenskega kantona kot tudi okrožja, v katerega so poleg njegovega vključeni še kantoni Arcueil, Cachan, Chevilly-Larue, Fresnes, Le Kremlin-Bicêtre, Thiais in Villejuif-Vzhod/Zahod.

## Zgodovina
Občina L'Haÿ-les-Roses se je prvotno imenovala zgolj L'Haÿ. Ime kraja je bilo prvikrat zabeleženo v ustanovni listini Karla Velikega leta 798 kot Laiacum, včasih izgovorjeno tudi kot Lagiacum, kasneje Lay, Lahy in končno L'Haÿ.
Maja 1914 je ime občine uradno postalo L'Haÿ-les-Roses v čast Roseraie du Val-de-Marne, poznanega rožnega vrta, ustvarjenega leta 1899.

## Pobratena mesta
- Bad Hersfeld (Nemčija),
- Omagh (Združeno kraljestvo).